# Microsternus
Microsternus é um género de coleópteros da família Erotylidae.